# Лесниково (Вологодская область)
Лесниково — деревня в Тотемском районе Вологодской области.
Входит в состав Пятовского сельского поселения, с точки зрения административно-территориального деления — в Пятовский сельсовет.
Расположена на правом берегу реки Еденьга. Расстояние по автодороге до районного центра Тотьмы — 6 км, до центра муниципального образования деревни Пятовская — 7 км. Ближайшие населённые пункты — Княжая, Малая Семеновская, Нелюбино, Чаловская.
По переписи 2002 года население — 11 человек.